# Jean des Innocens de Maurens
Jean des Innocens de Maurens est un homme politique français né le 22 mai 1736 à Gimont (Gers) et décédé à une date inconnue.
Président à mortier au Parlement de Toulouse, il est député de la noblesse aux États généraux de 1789, pour la sénéchaussée de Languedoc. Il se montre hostile à la Révolution.

## Sources
- « Jean des Innocens de Maurens », dans Adolphe Robert et Gaston Cougny, Dictionnaire des parlementaires français, Edgar Bourloton, 1889-1891 [détail de l’édition]